# 홍콩 레옹
《홍콩 레옹》(回魂夜, Out Of The Dark)은 홍콩에서 제작된 유진위 감독의 1995년 코미디 영화이다. 주성치 등이 주연으로 출연하였다.

## 출연
출연자는 다음과 같다.

### 주연
- 주성치
- 양가인
- 막문위

### 조연
- 이력지
- 이건인
- 황일비
- 노웅